# Rychnowo (Grunwald)
Rychnowo (deutsch Reichenau) ist ein Dorf in der polnischen Woiwodschaft Ermland-Masuren. Es gehört zur Gmina Grunwald (Landgemeinde Grünfelde) im Powiat Ostródzki (Kreis Osterode in Ostpreußen).

## Geographische Lage
Rychnowo liegt im südlichen Westen der Woiwodschaft Ermland-Masuren, 15 Kilometer südöstlich der Kreisstadt Ostróda (deutsch Osterode in Ostpreußen).

## Geschichte

### Ortsgeschichte
Reichenau mit seinem großen Gut ist ein altes Kirchdorf und wurde 1335 gegründet. Es entstand auf einem Gelände, das Luther von Braunschweig als Komtur von Christburg (polnisch Dzierzgoń) 1325 dem Hans von Otatz, Peter von Gierswalde, Berthold von Fürstenau und vier Freunden zur Siedlung überlassen hatte. 1619 und 1621 wurde Siegmund Eysax auf Reichenau genannt, um 1700 die Familie Kikoll. Ende des 18. Jahrhunderts war das Gut im Besitz derer von Hoverbeck, danach derer von Auerswald und um 1800 derer von Kleist. Letzter deutscher Gutsbesitzer war die Familie Kniffka.

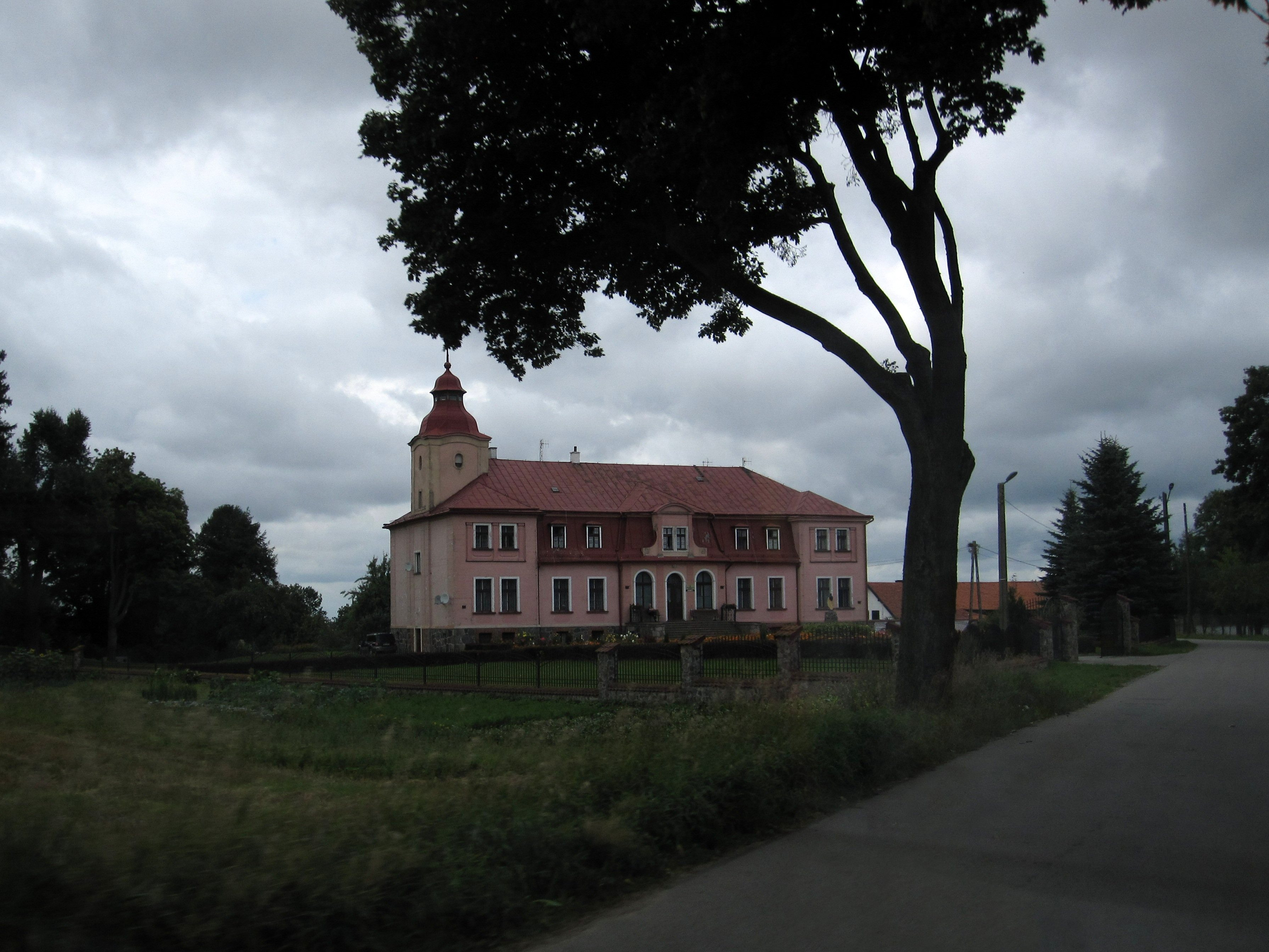
Das einstige Gutshaus Reichenau und heutige Nonnenkloster in Rychnowo

Das ehemalige Gutshaus stammt aus dem 18. Jahrhundert und wurde zu Beginn des 20. Jahrhunderts neobarock umgestaltet. Nach 1945 wurden bei Renovierungsarbeiten mehrere Veränderungen vorgenommen. Heute ist der Gebäudekomplex ein Kloster der Theresianerinnen.
Am 7. Mai 1874 wurde Reichenau Amtsdorf und damit namensgebend für einen Amtsbezirk, der bis 1945 zum Kreis Osterode in Ostpreußen im Regierungsbezirk Königsberg (ab 1905: Regierungsbezirk Allenstein) in der preußischen Provinz Ostpreußen gehörte.
Im Jahre 1910 waren in Reichenau 210 Einwohner registriert. Ihre Zahl stieg bis 1933 auf 346 und belief sich 1939 auf 335.
1945 wurde Reichenau in Kriegsfolge mit dem gesamten südlichen Ostpreußen an Polen überstellt. Das Dorf erhielt die polnische Namensform „Rychnowo“ und ist heute eine Ortschaft im Verbund der Gmina Grunwald (Landgemeinde Grünfelde, Amtssitz in Gierzwałd (Geierswalde)) im Powiat Ostródzki (Kreis Osterode in Ostpreußen), bis 1998 der Woiwodschaft Olsztyn, seither der Woiwodschaft Ermland-Masuren (mit Sitz in Olsztyn (Allenstein)) zugehörig. Im Jahre 2011 zählte Rychnowo 323 Einwohner.

### Amtsbezirk Reichenau (1874–1945)
Zum Amtsbezirk Reichenau gehörten bei seiner Errichtung fünf Orte, am Ende noch drei:
| Deutscher Name      | Polnischer Name | Anmerkungen |
| ------------------- | --------------- | --- |
| Giballen, Forst     | Gibała          | 1884 in den Amtsbezirk Hohenstein i.Ostpr.-Land umgegliedert, 1908 wieder zurückgegliedert und 1928 nach Groß Kirsteinsdorf eingemeindet |
| Groß Kirsteinsdorf  | Kiersztanowo    | |
| Klein Kirsteinsdorf | Kiersztanówko   | vor 1883 nach Groß Kirsteinsdorf eingemeindet                                                                                            |
| Reichenau           | Rychnowo        | |
| Sophienthal         | Rychnowska Wola | |

## Kirche

### Kirchengebäude

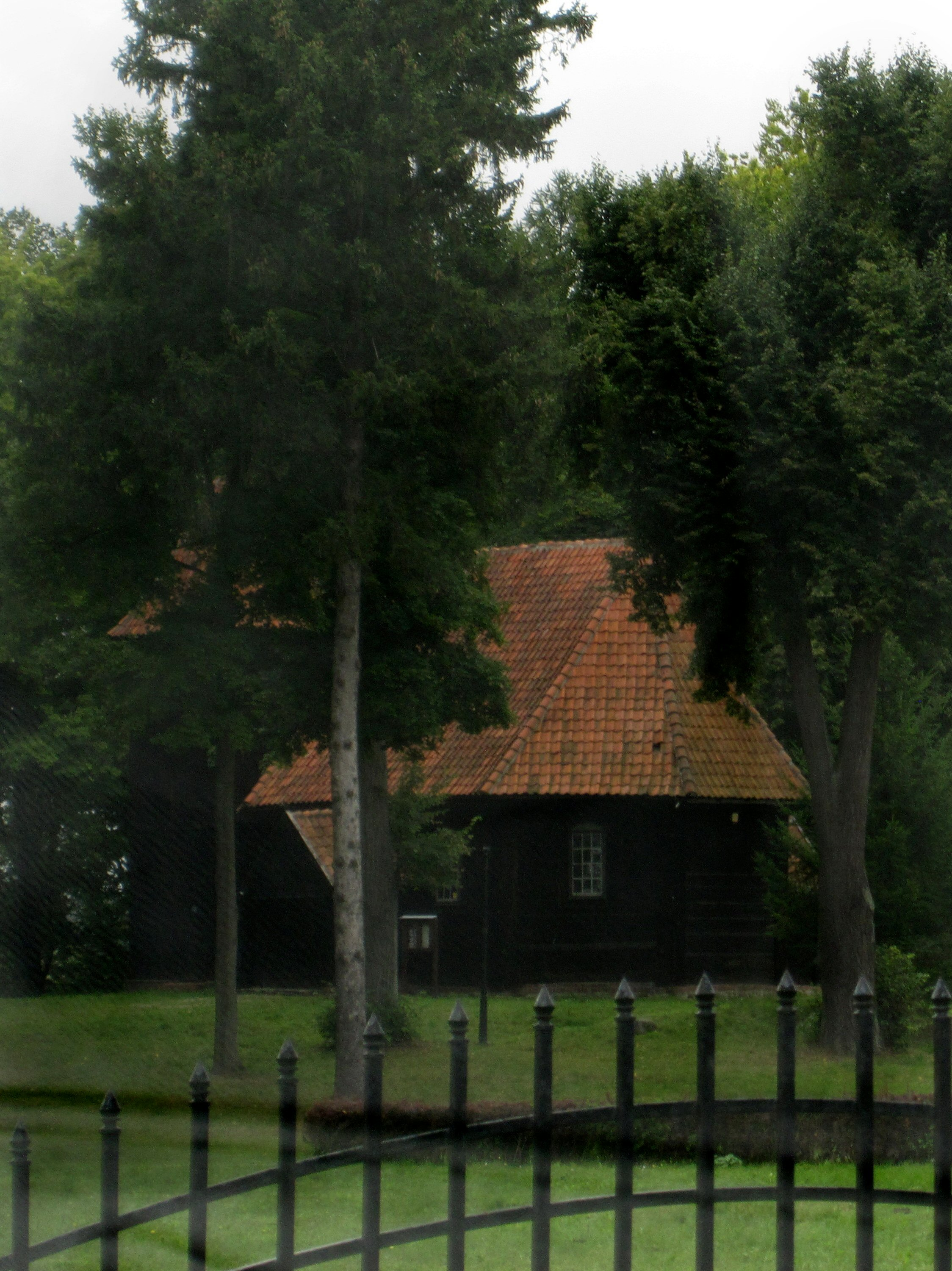
Die Kirche in Rychnowo

Von einer ersten Kirche in Reichenau sind keine Nachrichten vorhanden. Zu Beginn des 18. Jahrhunderts ließ der Gutsherr Siegmund Ernst von Kikoll hier eine Holzkirche errichten. Sie wurde 1714 eingeweiht und gilt als eine der am besten erhaltenen  Holzkirchen in Masuren. Auffallend ist der achteckige Grundriss und der freistehende (Holz-) Glockenstuhl. Die Originalausstattung der Kirche ist noch nahezu vollständig erhalten: der Altar, die Kanzel sowie das reichverzierte Kirchengestühl.
Eine Nachbildung der Kirche entstand zwischen 1910 und 1913 im damaligen ostpreußischen Heimatmuseum in Königsberg (Preußen) (russisch Kaliningrad), das zwischen 1938 und 1942 nach Hohenstein (polnisch Olsztynek) verlegt worden und jetzt ein Freilichtmuseum der Volksbauweise (Skansen-Museum)  ist.

### Kirchengemeinde

#### Evangelisch
Bis 1945 war die Kirche in Reichenau ein evangelisches Gotteshaus. Die Kirchengemeinde war zuletzt dem Verband der "Vereinigten Kirchengemeinden" Geierswalde–Groß Kirsteinsdorf–Groß Pötzdorf–Reichenau mit dem Pfarramtssitz in Geierswalde im Superintendenturbezirk Hohenstein (polnisch Olsztynek) im Kirchenkreis Osterode  (Ostróda) in der Kirchenprovinz Ostpreußen der Kirche der Altpreußischen Union zugeordnet.
In Folge von Flucht und Vertreibung der einheimischen Bevölkerung erlosch das Leben der evangelischen Gemeinde in dem dann Rychnowo genannten Ort. Das Gotteshaus ging an die römisch-katholische Kirche. Heute hier lebende evangelisch-lutherische Kirchenmitglieder gehören jetzt zur Kirche in Ostróda in der Diözese Masuren der Evangelisch-Augsburgischen Kirche in Polen.

#### Römisch-katholisch
Bis 1945 waren die römisch-katholischen Einwohner Reichenaus in die Kirche in Osterode im damaligen Bistum Ermland eingepfarrt. Nach 1945 übernahmen sie die Kirche in Reichenau und änderten sie baulich entsprechend der anderen liturgischen Bräuche. Das nunmehr der Mariä Himmelfahrt gewidmete Gotteshaus ist eine Pfarrkirche im Dekanat Grunwald im jetzigen Erzbistum Ermland.

## Sehenswürdigkeiten/Tourismus

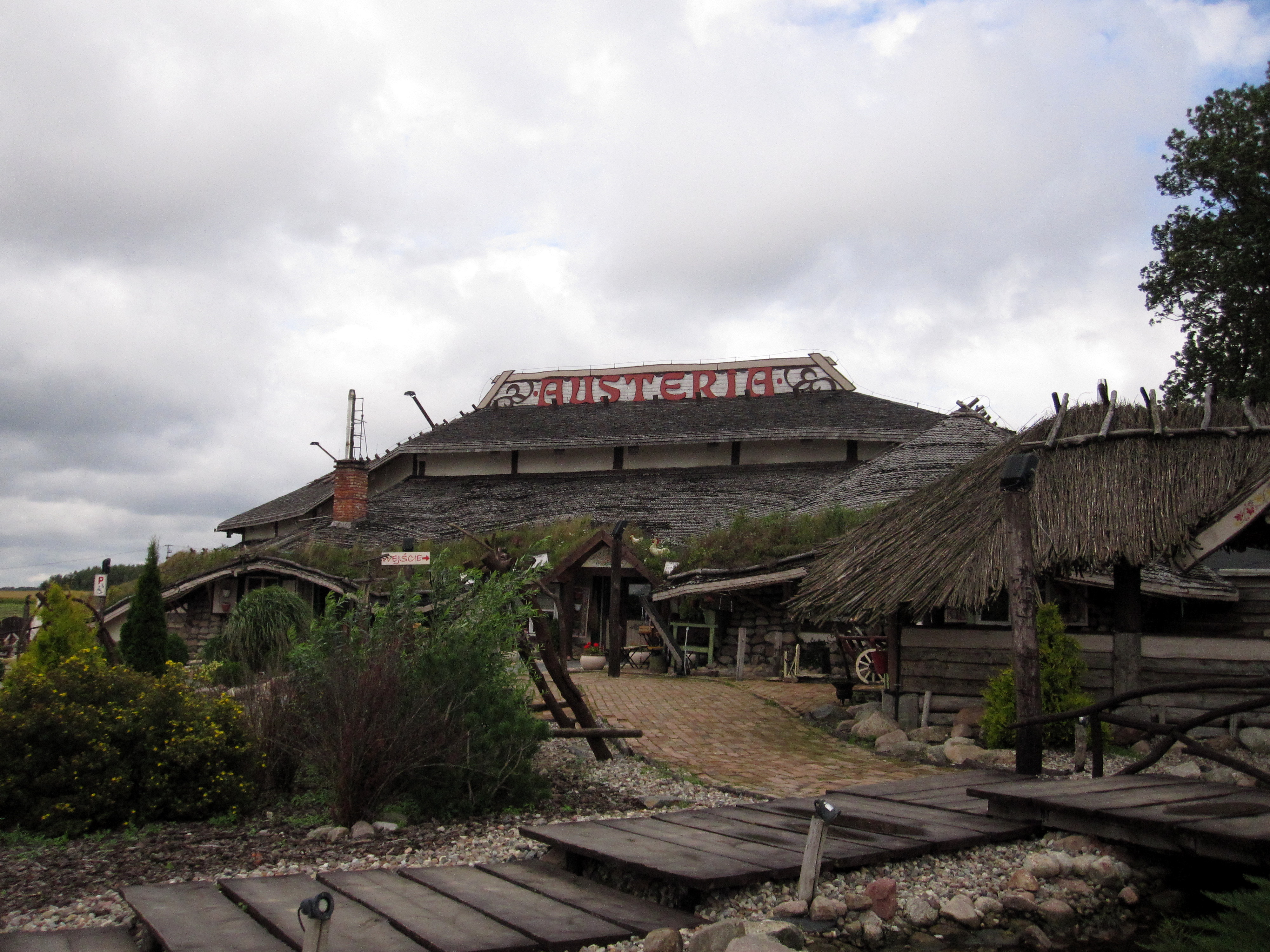
Das „Austeria“ in Rychnowo

Sehenswert sind die Holzkirche sowie das Herrenhaus (heute: Nonnenkloster) in Rychnowo. Ein Anziehungspunkt für Touristen ist das „Austeria“ mit seinem Restaurations- und Hotelbetrieb als Ferienunterkunft und Veranstaltungszentrum.

## Verkehr
Rychnowo ist eine Anschlussstelle an der vielbefahrenen Schnellstraße 7 (Europastraße 77) von Danzig nach Warschau. Außerdem ist das Dorf Endpunkt der von Działdowo (Soldau) und Dąbrówno (Gilgenburg) kommenden Woiwodschaftsstraße 542. Die einstige deutsche Reichsstraße 130 von Osterode über Reichenau nach Hohenstein ist heute nur noch eine unbedeutende Nebenstrecke der Schnellstraße.
Eine Anbindung an den Bahnverkehr besteht nicht.

## Persönlichkeiten

### Aus dem Ort gebürtig
- Fedor von Kleist (1812–1871), preußischer Generalmajor

### Mit dem Ort verbunden
- Reinhold Friedrich von Hoverbeck (1720–1770), preußischer Generalmajor sowie Herr auf Reichenau
- Christoph Ernst von Hoverbeck (1725–1781), preußischer Generalmajor und Herr auf Reichenau